# Виктор Калдерон
Виктор Калдерон е водещ хаус DJ и продуцент на международната клубна сцена.
Въведен е в Нюйоркските клубове от по-големия си брат през 1991 г., след което подписва договор с лейбъла Sire Records.
Ремиксирал е мнохо хитове на Бейонсе, Мадона, Depeche Mode, Джанет Джексън, Сара Брайтмън и много други. Също така издава и няколко собствени песни две от които достигат до номер 1 на Hot Dance Club Play. Това са песните „Give It Up“ от 1997 и „Are You Satisfied?“ от 2001 h. Втората е с вокалите на Дебора Купър.
Работил е и заедно с други хаус музиканти като Петер Раухофер.